# Tom Overton
Tom „Tommy“ Overton (* 14. April 1930 in North Carolina; † 4. Mai 1988 in Los Angeles, Kalifornien) war ein US-amerikanischer Tontechniker, der 1977 eine Oscarnominierung erhielt.  

## Karriere
Overton war seit Ende der 1950er Jahre im Filmgeschäft tätig, zunächst als Tonassistent, später als Sound-Mixer für Film und Fernsehen. Sein Schaffen umfasst mehr als 50 Produktionen. Der erste Film, an dem er mitwirkte, war der Hitchcock-Thriller Der unsichtbare Dritte. Er trat dort als Auslegerfahrer in Erscheinung, ohne im Abspann erwähnt zu werden. Für das Musical Spiel mit mir von 1962 mit Doris Day in der Hauptrolle war er als Tonmeister tätig, auch hier blieb er unerwähnt. Sechs Jahre später war er im Stab des britischen Filmdramas Ein Mann wie Hiob (1968) von John Frankenheimer als Sound-Mixer tätig, was auch im Abspann festgehalten wurde. Mit Frankenheimer arbeitete er für den dramatischen Luftfahrtfilm Die den Hals riskieren im darauffolgenden Jahr erneut zusammen, wie auch für das  1970 veröffentlichte Filmdrama Der Sheriff.
Bedeutende Filme, an denen Overton sodann beteiligt war, sind Sydney Pollacks Filmdrama Nur Pferden gibt man den Gnadenschuß (1969), Peter Bogdanovichs Jugendfilm Die letzte Vorstellung (1971), Hal Ashbys Filmkomödie Shampoo (1975), Robert Wises Science-Fiction-Film Star Trek: Der Film (1979) und Amy Heckerlings Teenagerkomödie Ich glaub’, ich steh’ im Wald (1982).
Für Frank Piersons Filmdrama A Star Is Born mit Barbra Streisand und Kris Kristofferson in den Hauptrollen war Overton 1977 gemeinsam mit Robert J. Glass, Robert Knudson und Dan Wallin für einen Oscar in der Kategorie „Bester Ton“ nominiert worden. Die Trophäe ging jedoch an die Kollegen der vier und den Film Die Unbestechlichen. Hinzu kam für Overton und seine Kollegen eine Nominierung für den British Academy Film Award.

## Filmografie
- 1959: Der unsichtbare Dritte (North by Northwest; hier in einer Minirolle)
- 1962: Spiel mit mir (Billy Rose’s Jumbo)
- 1968: Ein Mann wie Hiob (The Fixer)
- 1969: Die den Hals riskieren (The Gypsy Moths)
- 1969: Nur Pferden gibt man den Gnadenschuß (They Shoot Horses, Don’t They?)
- 1970: Der Sheriff (I Walk the Line)
- 1971: Die letzte Vorstellung (The Last Picture Show)
- 1972: Fat City
- 1972: Das Jahr ohne Vater (Sounder)
- 1973: Das letzte Kommando (The Last Detail)
- 1974: Zeuge einer Verschwörung (The Parallax View)
- 1975: Shampoo
- 1975: Der Tag der Heuschrecke (The Day of the Locust)
- 1975: Männer des Gesetzes (Posse)
- 1975: Fahr zur Hölle, Liebling (Farewell, My Lovely)
- 1976: Helter Skelter – Die Nacht der langen Messer (Helter Skelter)
- 1976: A Star Is Born
- 1977: Audrey Rose – das Mädchen aus dem Jenseits (Audrey Rose)
- 1978: Der Himmel soll warten (Heaven Can Wait)
- 1979: Star Trek – Der Film (Star Trek: The Motion Picture)
- 1980: Die unglaubliche Reise in einem verrückten Flugzeug (Airplane!)
- 1980: Der Jazz-Sänger (The Jazz Singer)
- 1982: Der Mann ohne Gnade (Death Wish II)
- 1982: Ich glaub’, ich steh’ im Wald (Fast Times at Ridgemont High)
- 1982: Die unglaubliche Reise in einem verrückten Raumschiff (Airplane II: The Sequel)
- 1984: Swing Shift – Liebe auf Zeit (Swing Shift)
- 1984: Die Frau in Rot (The Woman in Red)
- 1986: Polizeirevier Hill Street (Hill Street Blues, Polizeiserie,
Staffel 6, Epis. 16 + 17 Remembrance of Hits Past und Larry of Arabia)
- 1986: Der Mann vom anderen Stern (Starman, Science-Fiction-Serie, 16 Folgen)
- 1990: Hollywood Dog (Fernsehfilm; Veröffentlichung 1990)